# Dooble
Dooble is een op privacy gerichte vrije en opensource webbrowser. De browser wordt aangedreven door QtWebEngine, de Qt-versie van Blink (bekend als layout-engine van Chromium en Google Chrome). Dooble is beschikbaar voor Windows, macOS, Linux, FreeBSD en OS/2.

## Functies
Dooble bevat veel standaardfuncties, zoals ondersteuning voor geschiedenis en bladwijzers, maar ook minder gebruikelijke functies, waaronder:
- Gopher-ondersteuning;
- De mogelijkheid om ongewenste cookies automatisch te verwijderen;[4][5]
- Een downloadbeheerder;[6]
- YaCy-zoekmachine-integratie;[7]
- De mogelijkheid om gegevens versleuteld op te slaan, al dan niet met wegwerpsleutels;
- Een bestandsbeheerder met FTP-integratie;[5]
- De mogelijkheid om de browser te vergrendelen met een hoofdwachtwoord, inclusief sessieherstel;[8][9]
- Ondersteuning voor add-ons, zoals een Tor-add-on[10] en socialenetwerk-add-on (e-mailclient, spellen, chat)[11];
- Uitgebreide proxyserverinstellingen;
- Een ingebouwde advertentieblokkeerder;
- De mogelijkheid om bepaalde website-elementen te blokkeren, vergelijkbaar met NoScript;
- Een zwevend paneel met een klok die bijhoudt hoeveel minuten de gebruiker surft;
- Een zwevende klok.[12]

## Wetenswaardig
- Sinds 5 november 2017 maakt Dooble gebruik van QtWebEngine in plaats van QtWebKit.[13]
- Dooble werd ook uitgebracht voor de Nokia N900, maar sinds 2015 ligt de ontwikkeling nagenoeg stil.[14]